# Појана (Караш-Северин)
Појана (рум. Poiana) насеље је у Румунији у округу Караш-Северин у општини Букин. Oпштина се налази на надморској висини од 336 m.

## Прошлост
Аустријски царски ревизор Ерлер је 1774. године констатовао да место припада Тамишком округу, Карансебешког дистрикта. Становништво је било претежно влашко. У месту је била православна парохија која припада Карансебешком протопрезвирату. Ту службује 1824. године поп Павел Јовановић.

## Становништво
Према подацима из 2002. године у насељу је живело 647 становника, од којих су сви румунске националности.